# Spaarbekken

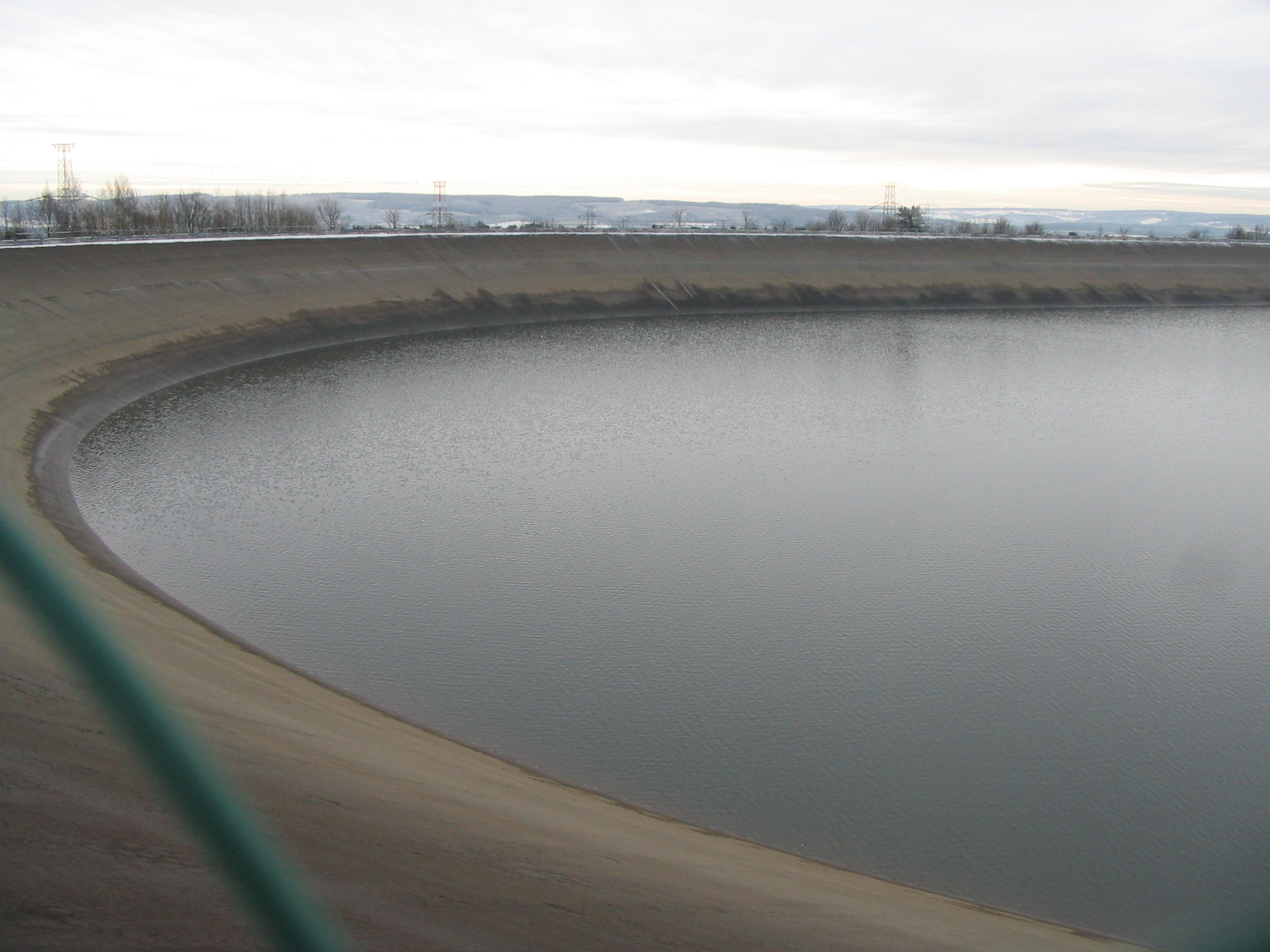
Het 2e spaarbekken van de waterkrachtcentrale van Coo-Trois-Ponts

Een spaarbekken is een natuurlijke of door de mens aangelegde plaats om water tijdelijk op te slaan voor later gebruik. Dit gebruik kan zijn als drinkwater, voor irrigatie of om waterkracht mee op te wekken. In de regel ligt een spaarbekken hoger dan de plaats waar het water gebruikt zal worden zodat het eenvoudig dankzij zwaartekracht daarnaartoe kan stromen. Deze stroom is meestal regelbaar met behulp van dammen en sluizen. Ook bij fonteinen komen spaarbekkens voor.
Bij schutsluizen werden in het verleden spaarbekkens aangelegd om waterverlies ten gevolge van het schutten te beperken. De oude sluis van Panheel is hier een voorbeeld van.
Een bijzondere vorm van spaarbekken zijn de vloeistofreservoirs nabij ertsmijnen, waar mijnafval in halfvloeibare vorm wordt opgeslagen. Niet zelden leidt een breuk in de dam dan tot een milieuramp, zoals de dambreuk reservoir Ajka-aluminiumfabriek in 2010, of de ramp in Brumadinho in 2019.